# 1442 en littérature
| Années de la littérature : 1439 - 1440 - 1441 - 1442 - 1443 - 1444 - 1445    |
| Décennies de la littérature : 1410 - 1420 - 1430 - 1440 - 1450 - 1460 - 1470 |

Cet article présente les faits marquants de l'année 1442 en littérature.

## Parutions
- Discours sur la donation de Constantin, à lui faussement attribuée et mensongère, de Laurent Valla[1].
- Le Serbe Pacôme le Logothète (en), réfugié à Moscou rédige Vladimir Polychron, où il exprime sa sympathie pour le projet d’unification de la Russie autour de Moscou[2].

### Poésie
- Martin Le Franc (1410-1461), très influencé par le célèbre Roman de la Rose, compose son œuvre principale Le Champion des dames, dans laquelle il prend la défense des femmes. Ce gigantesque poème de quelque vingt-quatre mille vers est publié en 1485[3].

## Naissances
- 13 novembre : Jacopo Bracciolini, humaniste italien de Florence, mort le 26 avril 1478.